# آلن هاسکینز
آلن هاسکینز (انگلیسی: Allen Hoskins؛ ‏ ۹ اوت ۱۹۲۰ – ۲۶ ژوئیهٔ ۱۹۸۰) بازیگر اهل ایالات متحده آمریکا بود.
از فیلم‌های او می‌توان به سگم را دوست دارم، شهردار جهنم، تلفات جنگ!، کک‌های جنجال‌آفرین، برادر کوچولو، یک روز ناگوار، شرکت بارنوم و رینگلینگ، آتش‌نشانان و جهانگردی اشاره نمود.